# Richard Hickock
Richard Eugene Hickock (Kansas City, 6 giugno 1931 – Lansing, 14 aprile 1965) è stato un criminale statunitense condannato assieme a Perry Edward Smith per aver ucciso Herbert Clutter, la moglie e due dei suoi quattro figli a Holcomb, in Kansas, il 15 novembre 1959. Il crimine fu reso famoso da Truman Capote nel suo romanzo del 1966 A sangue freddo.

## Primi anni
Richard Hickock nacque il 6 giugno 1931 a Kansas City, in Kansas, da genitori contadini, Walter ed Eunice Hickock. Aveva numerosi fratelli, tra cui un fratello minore, anch'egli di nome Walter. Secondo Walter Jr., i loro genitori diedero ai figli una buona educazione, ma erano severi; disse di loro: "Non sono sicuro che stessero amando nel modo in cui si direbbe che una famiglia ami". Nel 1947, la famiglia Hickock si trasferì nella piccola città di Edgerton, nel Kansas orientale. Hickock era uno studente e un atleta popolare alla locale Olathe High School, a Olathe. Dopo aver finito il liceo, Hickock avrebbe voluto frequentare il college, ma la sua famiglia non aveva i mezzi per finanziare la sua istruzione accademica, così il ragazzo iniziò a lavorare come meccanico.
Le lesioni alla testa causate da un grave incidente automobilistico nel 1950 lasciarono Hickock sfigurato, rendendo il viso leggermente sbilenco e gli occhi asimmetrici. Sempre secondo il fratello Walter, l'incidente "lo aveva quasi ucciso" e lo aveva cambiato. Dopo essere stato dimesso, Hickock rimase con i conti dell'ospedale a molti debiti da pagare, portandolo a iniziare una serie di comportamenti finanziari truffaldini come scrivere assegni a vuoto e a darsi al gioco d'azzardo. Passò attraverso diverse occupazioni, come ferroviere, meccanico e autista di ambulanze, continuando allo stesso tempo a scrivere assegni a vuoto e a commettere piccoli furti. Alla fine, nel marzo del 1958, all'età di 26 anni, Hickock ricevette la sua prima pena detentiva. Fu imprigionato nel penitenziario dello stato del Kansas per aver rubato un fucile da una casa.
Quando Hickock aveva 19 anni, si era sposato per la prima volta. Tuttavia, iniziò una relazione extraconiugale con una donna che gli diede il primo figlio. Hickock decise quindi di porre fine al suo primo matrimonio per sposare la sua amante, con cui poi ebbe altri due figli. Mentre stava scontando la sua pena detentiva nel 1958, anche la seconda moglie decise di divorziare.
Sempre in prigione, Hickock ebbe contatti con altri due detenuti, Perry Smith e Floyd Wells, l'ultimo dei quali lavorava per la famiglia Clutter. Wells raccontò a Hickock di quanto fosse influente il capofamiglia, Herbert Clutter, in particolare dicendo a Hickock che l'uomo teneva una cassaforte in casa contenente 10 000 dollari. Hickock e Smith escogitarono quindi un piano per rapinare e uccidere la famiglia Clutter. Hickock fu rilasciato dal carcere nell'agosto del 1959, dopo aver scontato diciassette mesi. Dopo essere stato rilasciato dal carcere, trovò lavoro in una carrozzeria di Olathe e cercò di vivere nella legalità; tuttavia, poco dopo, contattò Smith. Hickock e Smith si incontrarono a Olathe, dove raccolsero mezzi per compiere i crimini. Quindi andarono a Holcomb, dove risiedeva la famiglia Clutter.

## Gli omicidi della famiglia Clutter
Hickock testimoniò dopo il processo che lui e Smith avevano avuto l'idea di derubare i Clutter dopo che gli fu detto da Wells, il loro ex compagno di cella, della cassaforte in casa, che avrebbe dovuto contenere 10 000 dollari. Tuttavia, quando entrarono in casa, poco dopo la mezzanotte del 15 novembre 1959, Hickock e Smith scoprirono che non c'era alcuna cassaforte. I due uccisero quindi quattro membri della famiglia. Secondo il racconto che Truman Capote scrisse sugli omicidi di Clutter, A sangue freddo, a Hickock fu impedito da Smith di violentare la sedicenne Nancy Clutter durante la rapina.
Alvin Dewey, capo investigatore del caso, ha testimoniato al processo che Hickock insistette durante la confessione che fu Smith a compiere tutti gli omicidi. Smith, tuttavia, per primo dichiarò che fu Hickock a uccidere le due donne, ma in seguito confessò di averle uccise lui stesso. Entrambi gli imputati hanno rifiutato di testimoniare durante il processo.
Hickock e Smith furono arrestati a Las Vegas, in Nevada, il 30 dicembre 1959 per gli omicidi della famiglia Clutter, per i quali furono entrambi processati e giudicati colpevoli. Entrambi parlarono ampiamente con Capote nel periodo in cui l'autore stava effettuando ricerche per il suo romanzo.

## Esecuzione
Hickock e Smith furono giustiziati per impiccagione nel penitenziario dello stato del Kansas a Lansing il 14 aprile 1965. Quando gli è stato chiesto se avesse ultime parole, Hickock disse di no, ma chiese di rivolgersi agli agenti della KBI (Kansas Bureau of Investigation) che avevano lavorato sul suo caso e ora erano presenti come testimoni della sua esecuzione. Hickock disse loro che non provava "nessun cattivo sentimento" nei loro confronti, strinse la mano a ciascun agente e disse semplicemente "arrivederci". Smith, al contrario, ha tentato di parlare attraverso la stanza rivolgendosi agli inviati dei giornali dichiarando che: "la pena capitale è giuridicamente e moralmente sbagliata". Hickock fu giustiziato per primo e fu dichiarato morto alle 12:41; Smith alle 13:19.

## Conseguenze
Hickock e Smith furono entrambi sepolti nel vicino cimitero di Mount Muncie a Lansing. Hickock donò i suoi occhi per un trapianto di cornea che furono usate su due pazienti a Kansas City più tardi quel giorno.
Il 18 dicembre 2012, i corpi degli assassini furono riesumati perché le autorità speravano di risolvere un cold case di 53 anni prima usando il DNA. Smith e Hickock erano fuggiti in Florida dopo gli omicidi di Clutter e i due erano stati interrogati per l'omicidio del 19 dicembre 1959 di Cliff e Christine Walker e dei loro due bambini piccoli. Un esame al poligrafo effettuato al momento del loro arresto nel caso Clutter li aveva eliminati dalla lista dei sospettati per l'omicidio della famiglia Walker, ma secondo più moderni standard del poligrafo, i loro risultati non furono più considerati validi. Dopo l'esumazione, i funzionari del Kansas hanno recuperato frammenti di ossa dai cadaveri di Smith e Hickock per cercare di confrontare il loro DNA con lo sperma trovato nei pantaloni di Christine Walker.
Nell'agosto 2013, l'ufficio dello sceriffo della Contea di Sarasota ha annunciato di non essere riuscito a trovare una corrispondenza tra il DNA di Smith e Hickock con i campioni nell'omicidio della famiglia Walker. È stato possibile recuperare solo il DNA parziale, probabilmente a causa della degradazione dei campioni di DNA nel corso dei decenni o della contaminazione durante la conservazione, rendendo il risultato incerto, quindi né provando né smentendo il coinvolgimento dei due. Di conseguenza, gli investigatori hanno affermato che Smith e Hickock rimangono ancora due possibili sospettati.
Nel 2017, il The Wall Street Journal ha scoperto un documento scritto a mano che Hickock redasse durante il periodo in cui attendeva la sua esecuzione nel braccio della morte. Il manoscritto, a quanto si dice intitolato The High Road to Hell ("La strada per l'inferno") presumibilmente ha fatto luce sul movente dietro gli omicidi, che ancora oggi è oggetto di dibattito. Prima della sua esecuzione, Hickock aveva insistito, con la conferma anche da parte di Smith, sul fatto che quest'ultimo avesse commesso tutti gli omicidi. Hickock descrive infatti come avesse illuminato con una torcia ciascuna delle quattro teste dei Clutter mentre Smith sparava; l'unico rimpianto di Hickock era che Smith avesse commesso tutte le uccisioni, mentre lui nessuna. Nel discutere il suo presunto movente, Hickock affermò di aver commesso gli omicidi in cambio di 5 000 dollari da parte di un uomo di nome Roberts, scrivendo: "Stavo per uccidere una persona. Forse più di uno. Potrei farlo? Forse tornerò indietro. Ma non posso tirarmi indietro, ho preso i soldi. Ne ho spesa una parte. Inoltre, pensavo, so troppo." Per tutto il 1961, Hickock inviò il manoscritto al reporter Mack Nations, che aveva promesso di usarlo per un libro. Dopo aver completato il progetto, Nations ha inviato il manoscritto alla casa editrice Random House, che però lo spedì indietro facendo sapere che avevano già incaricato Capote di scrivere sugli omicidi dei Clutter.
Lo scrittore Kevin Helliker del Journal ha ipotizzato che Hickock avrebbe potuto mentire patologicamente o inventare particolari di fantasia nel suo manoscritto, sostenendo che se la storia di Hickock fosse stata vera, lui e Smith probabilmente avrebbero usato questa informazione per cercare di negoziare ed evitare la condanna a morte, lasciando le responsabilità su questo Roberts, e lui e Smith non avrebbero faticato a consegnare delle prove se fossero stati effettivamente pagati. Michael Stone, uno psichiatra della Columbia University specializzato nello studio di Smith e Hickock, lesse il manoscritto su richiesta del Journal e dichiarò: "Non credo per un solo minuto che siano stati pagati per farlo."

## Rappresentazioni cinematografiche
Hickock è stato interpretato da Scott Wilson nell'adattamento cinematografico del 1967 A Sangue Freddo, da Anthony Edwards nell'adattamento della miniserie TV del 1996, da Mark Pellegrino nel film Truman Capote - A sangue freddo del 2005 e da Lee Pace nel film Infamous - Una pessima reputazione del 2006.